# Verpulus
Verpulus is een geslacht van hooiwagens uit de familie Sclerosomatidae.
De wetenschappelijke naam Verpulus is voor het eerst geldig gepubliceerd door Simon in 1901. 

## Soorten
Verpulus omvat de volgende 13 soorten:
- Verpulus brunneus
- Verpulus curvitarsus
- Verpulus gracilis
- Verpulus gravelyi
- Verpulus kanoi
- Verpulus laevipes
- Verpulus magnus
- Verpulus marginatus
- Verpulus monticola
- Verpulus peguensis
- Verpulus promeus
- Verpulus ramosus
- Verpulus spumatus